# Открытый чемпионат Уинстон-Сейлема по теннису
Открытый чемпионат Уинстон-Сейлема (англ. Winston-Salem Open at Wake Forest University) — мужской международный профессиональный теннисный турнир, проходящий в Уинстон-Сейлеме (США) на хардовых кортах Университета Уэйк-Форест в летние месяцы. Относится к категории ATP 250 с призовым фондом в размере около 868 тысяч долларов и турнирной сеткой, рассчитанной на 48 участников в одиночном разряде и 16 пар. Одиночный приз соревнования входит в зачёт US Open Series, завершая серию турниров накануне Открытого чемпионата США.

## Общая информация
С началом современной градации соревнований элитного мужского тура (в 1990 году) ATP так распределила соревнования летнего отрезка календаря, что между связкой турниров высших категорий и Открытым чемпионатом США была выделена неделя под менее статусные соревнования, где участвовали теннисисты подэлитной группы. В эти сроки проводилось достаточно большое число турниров, но лишь один задерживался в календаре надолго: в 1990-94 году здесь проводился приз в нью-йоркском Скенектади, в 1990—2004 — ещё один нью-йоркских приз — на Лонг-Айленде, в 1996 году, из-за Олимпиады, на эту неделю был сдвинут канадский турнир серии Супер 9, в 1997—1999 годах на этой неделе проходил турнир в Бостоне. С 2005 по 2010 год это место в календаре занимал турнир в Нью-Хейвене, проводившийся совместно с женским соревнованиями.
В декабре 2010 года из-за сокращения финансирования соревнования в Коннектикуте, вызванного ухода титульного спонсора, мужской и женский турнир были разъединены и если соревнование WTA сохранило своё место проведения, то приз ATP был перенесён в Северную Каролину: в город Уинстон-Сейлем. Для проведения турнира был возведён новый стадион на территории Университета Уэйк-Форест.

## Финалы турнира
| Год  | Победитель                                     | Финалист                                       | Счёт                                           |
| ---- | ---------------------------------------------- | ---------------------------------------------- | ---------------------------------------------- |
| 2024 | Лоренцо Сонего                                 | Алекс Микельсен                                | 6-0 6-3                                        |
| 2023 | Себастьян Баэс                                 | Иржи Легечка                                   | 6-4 6-3                                        |
| 2022 | Адриан Маннарино                               | Ласло Дьёре                                    | 7-6(1) 6-4                                     |
| 2021 | Илья Ивашко                                    | Микаэль Имер                                   | 6-0 6-2                                        |
| 2020 | Отменён из-за пандемии коронавирусной инфекции | Отменён из-за пандемии коронавирусной инфекции | Отменён из-за пандемии коронавирусной инфекции |
| 2019 | Хуберт Хуркач                                  | Бенуа Пер                                      | 6-3 3-6 6-3                                    |
| 2018 | Даниил Медведев                                | Стив Джонсон                                   | 6-4 6-4                                        |
| 2017 | Роберто Баутиста Агут                          | Дамир Джумхур                                  | 6-4 6-4                                        |
| 2016 | Пабло Карреньо Буста                           | Роберто Баутиста Агут                          | 6-7(6) 7-6(1) 6-4                              |
| 2015 | Кевин Андерсон                                 | Пьер-Юг Эрбер                                  | 6-4 7-5                                        |
| 2014 | Лукаш Росол                                    | Ежи Янович                                     | 3-6 7-6(3) 7-5                                 |
| 2013 | Юрген Мельцер                                  | Гаэль Монфис                                   | 6-3 2-1 — отказ                                |
| 2012 | Джон Изнер (2)                                 | Томаш Бердых                                   | 4-6 6-3 7-6(9)                                 |
| 2011 | Джон Изнер                                     | Жюльен Беннето                                 | 4-6 6-3 6-4                                    |

| Год  | Победители                                     | Финалисты                                      | Счёт                                           |
| ---- | ---------------------------------------------- | ---------------------------------------------- | ---------------------------------------------- |
| 2024 | Натаниэль Ламмонс (2) Джексон Уитроу (2)       | Роберт Галлоуэй Джулиан Кэш                    | 6-4 6-3                                        |
| 2023 | Натаниэль Ламмонс Джексон Уитроу               | Ллойд Гласспул Нил Скупски                     | 6-3 6-4                                        |
| 2022 | Джейми Маррей Мэттью Эбден                     | Ян Зелиньский Юго Нис                          | 6-4 6-2                                        |
| 2021 | Марсело Аревало Матве Мидделкоп                | Иван Додиг Остин Крайчек                       | 6-7(5) 7-5 [10-6]                              |
| 2020 | Отменён из-за пандемии коронавирусной инфекции | Отменён из-за пандемии коронавирусной инфекции | Отменён из-за пандемии коронавирусной инфекции |
| 2019 | Лукаш Кубот Марсело Мело                       | Николас Монро Теннис Сандгрен                  | 6-7(6) 6-1 [10-3]                              |
| 2018 | Жан-Жюльен Ройер (2) Хория Текэу (2)           | Леандер Паес Джеймс Серретани                  | 6-4 6-2                                        |
| 2017 | Жан-Жюльен Ройер Хория Текэу                   | Хулио Перальта Орасио Себальос                 | 6-3 6-4                                        |
| 2016 | Гильермо Гарсия Лопес Хенри Континен           | Андре Бегеман Леандер Паес                     | 4-6 7-6(6) [10-8]                              |
| 2015 | Доминик Инглот Роберт Линдстедт                | Эрик Буторак Скотт Липски                      | 6-2 6-4                                        |
| 2014 | Хуан Себастьян Кабаль Роберт Фара              | Джейми Маррей Джон Пирс                        | 6-3 6-4                                        |
| 2013 | Даниэль Нестор Леандер Паес                    | Доминик Инглот Трет Конрад Хьюи                | 7-6(10) 7-5                                    |
| 2012 | Сантьяго Гонсалес Скотт Липски                 | Пабло Андухар Леонардо Майер                   | 6-3 4-6 [10-2]                                 |
| 2011 | Энди Рам Йонатан Эрлих                         | Кристофер Кас Александр Пейя                   | 7-6(2) 6-4                                     |